# Дембский, Константин Варфоломеевич
Константин Варфоломеевич Дембский (1847 — не ранее 1917) — участник Русско-турецкой войны 1877—1878 гг., командир лейб-гвардии Казачьего полка, начальник 8-й кавалерийской дивизии, почётный опекун, генерал от кавалерии.

## Биография
Дембский родился 13 мая 1847 года в дворянской семье. Окончив Владимирский Киевский кадетский корпус, 30 августа 1865 года поступил на военную службу и 17 июля 1867 года был выпущен из Николаевского училища гвардейских юнкеров корнетом в лейб-гвардии Уланский Его Величества полк. Продолжая службу в полку, произведён в поручики (16 апреля 1872 года), штабс-ротмистры (13 августа 1873 года) и ротмистры (27 марта 1877 года) и принял участие в Русско-турецкой войне 1877—1878 годов, за отличие в боях получив три боевых ордена.
По окончании войны командовал эскадроном лейб-гвардии Уланского полка; произведён в полковники (30 августа 1883 года). 30 ноября 1892 года получил назначение командиром 5-го лейб-драгунского Курляндского полка, которым командовал до 26 мая 1897 года, когда, с производством в генерал-майоры, был назначен командиром 1-й бригады 3-й кавалерийской дивизии. С 9 апреля 1899 года по 21 апреля 1902 года Дембский командовал лейб-гвардии Казачьим полком, а затем — 2-й бригадой 1-й гвардейской кавалерийской дивизии.
7 февраля 1905 года Дембский был произведён в генерал-лейтенанты с назначением начальником 8-й кавалерийской дивизии. 18 февраля 1910 года он был произведён в генералы от кавалерии с увольнением от службы с мундиром и пенсией и поселился в Санкт-Петербурге (по адресу Большая Конюшенная, 23).
Пробыв в отставке два с половиной года, 22 августа 1912 года он вновь был определён на действительную службу чином генерала от кавалерии (со старшинством со дня принятия из отставки), с зачислением по гвардейской кавалерии и в списки лейб-гвардии Казачьего полка и назначением почётным опекуном Московского присутствия Опекунского совета учреждений императрицы Марии и оставался в этой должности до 1917 года.
В качестве почётного опекуна Дембский исполнял многочисленные обязанности по Ведомству императрицы Марии: являлся председателем Попечительного Совета Московского Сиротского института императора Николая I и попечителем Малолетнего отделения этого института, управляющим Родовспомогательным заведением и Убежищем императрицы Марии Фёдоровны для заслуженных воспитательниц Ведомства учреждений императрицы Марии, членом Совета по хозяйственной части Елизаветинского института благородных девиц. За свою службу почётным опекуном в 1915 году награждён орденом Белого орла.
Сведения о судьбе Дембского после 1917 года не обнаружены.

## Награды
За свою службу Дембский был награждён многими орденами, в их числе:
- Орден Святого Станислава 3-й степени (1875 год)
- Орден Святой Анны 3-й степени с мечами и бантом (1878 год)
- Орден Святого Станислава 2-й степени с мечами (1878 год)
- Орден Святого Владимира 4-й степени с мечами и бантом (1878 год)
- Орден Святой Анны 2-й степени (1882 год)
- Орден Святого Владимира 3-й степени (1894 год)
- Орден Святого Станислава 1-й степени (1901 год)
- Орден Святой Анны 1-й степени (1904 год)
- Орден Святого Владимира 2-й степени (1906 год)
- Орден Белого орла (22 марта 1915 года)

Иностранные:
- Румынский Железный крест (1897 год)
- Болгарский орден Святого Александра 2-й степени (1899 год)
- Итальянский Большой крест ордена Святых Маврикия и Лазаря (1903 год)